# Villardondiego
Villardondiego ist ein nordspanischer Ort und eine Gemeinde (municipio) mit 127 Einwohnern (Stand: 2024) im Osten der Provinz Zamora der Autonomen Gemeinschaft Kastilien-León.

## Lage
Villardondiego liegt etwa 29 Kilometer ostnordöstlich von Zamora in der kastilischen Hochebene in einer Höhe von etwa 735 m. Das Klima im Winter ist durchaus kalt, im Sommer dagegen warm bis heiß; die spärlichen Regenfälle (ca. 429 mm/Jahr) fallen verteilt übers ganze Jahr.

## Bevölkerungsentwicklung
| Jahr      | 1970 | 1981 | 1991 | 2001 | 2011 | 2021 |
| Einwohner | 289  | 198  | 163  | 123  | 120  | 101  |

Der deutliche Bevölkerungsrückgang in der zweiten Hälfte des 20. Jahrhunderts ist im Wesentlichen auf die Mechanisierung der Landwirtschaft und den damit einhergehenden Verlust von Arbeitsplätzen zurückzuführen.

## Sehenswürdigkeiten

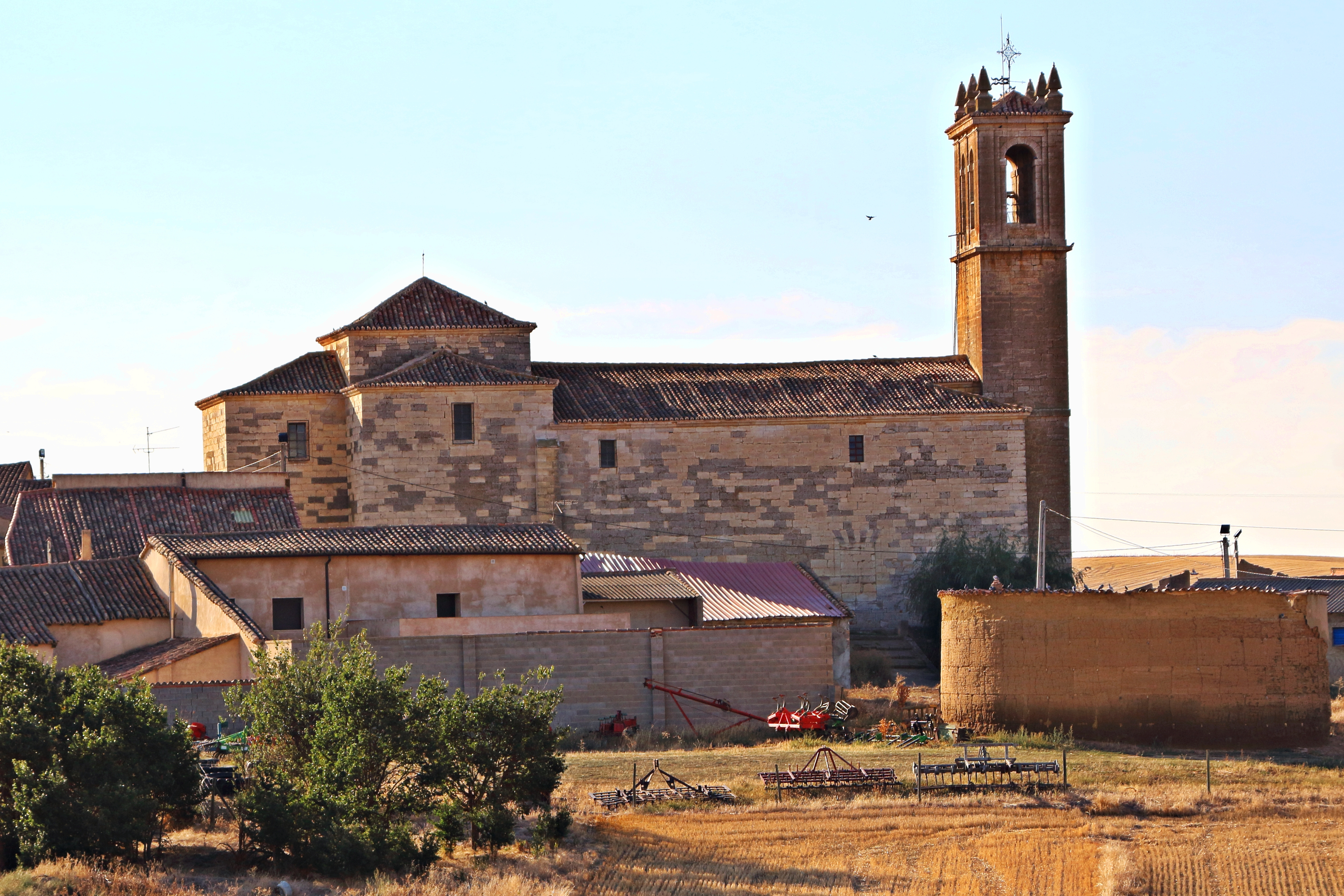
Kirche Mariä Geburt
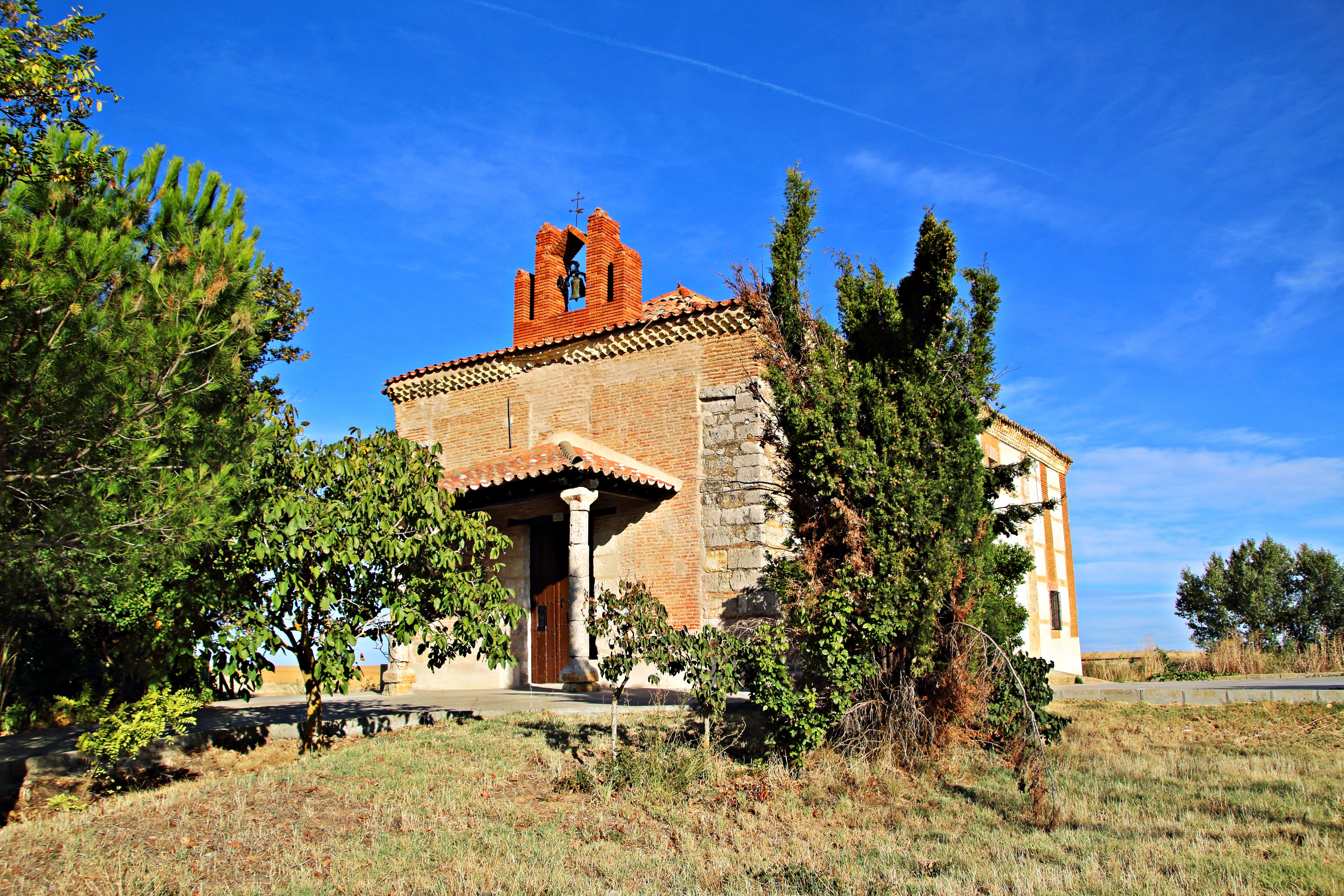
Marienkapelle
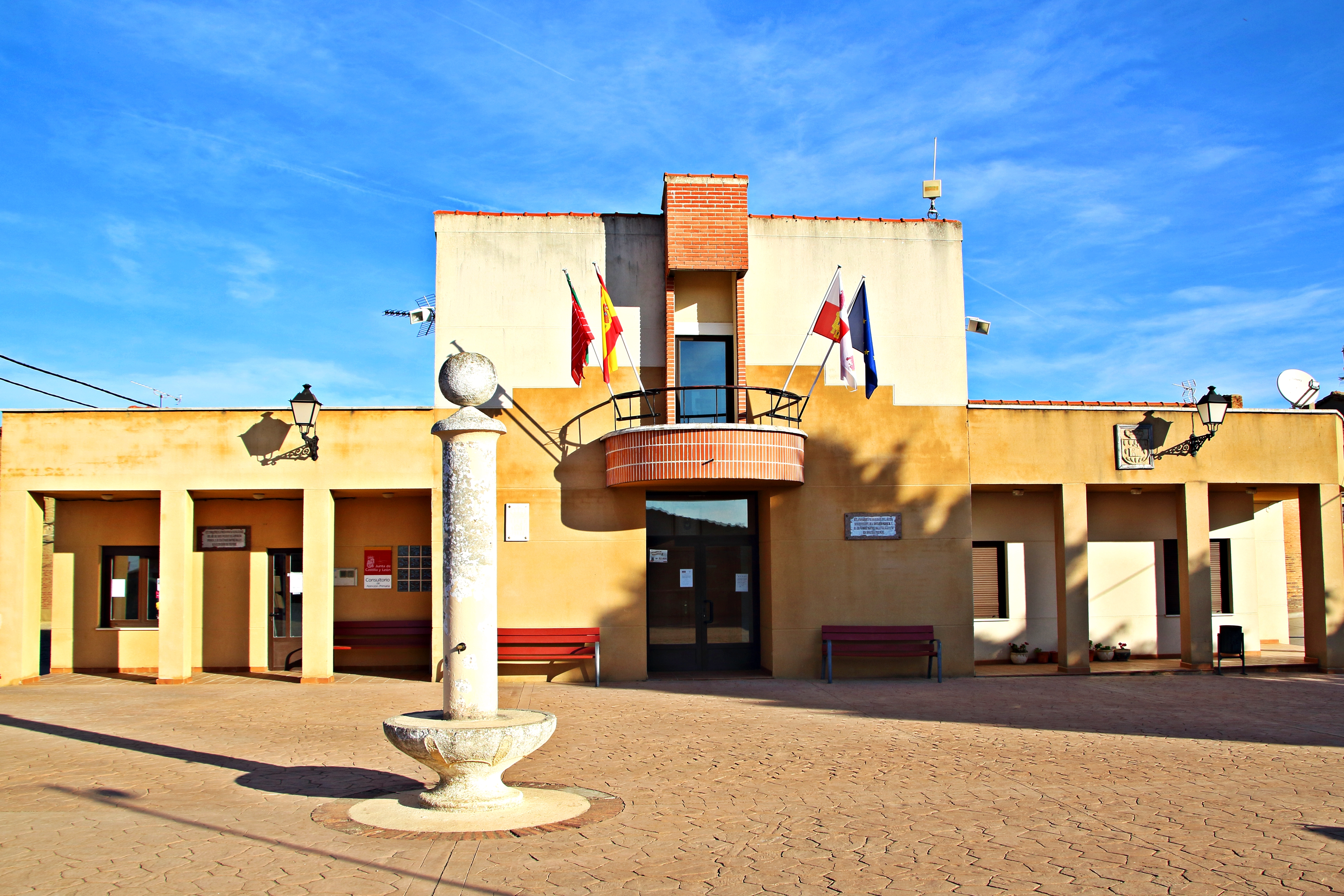
Rathaus

- Kirche Mariä Geburt
- Marienkapelle
- Rathaus